# サンクリストバル山
サンクリストバル山（San Cristóbal Volcano）は、ニカラグア西部チナンデガ県にある活火山。ニカラグアの首都マナグアからおよそ150km北に離れた、チナンテガ県に位置する火山である。標高は1,745mで、ニカラグアにある火山の最高峰。火山活動もかなり活発である。

## 2012年の噴火
現地時間の9月8日午前8時45分に爆発音を伴い3回にわたって噴火し、大量の火山灰を含む噴煙を高度4,000m以上の上空に噴き上げた。この噴火により、広範囲に火山灰が降り、ニカラグア政府はサンクリストバル山の周辺9つの地区の住民約3000人に避難勧告を発令。この噴火の3日前の9月5日には、隣国コスタリカでM7.6の地震が起きたばかりで、現地の気象当局はニカラグア国内の活火山の観測を強めていた
。このまま噴火が長引いたり、大きな噴火となると2万人に影響が出るとみられた。